# Wanthong (phim truyền hình 2021)
Wanthong (tên tiếng Thái: วันทอง) là bộ phim truyền hình Thái Lan phát sóng vào năm 2021. Phim chuyển thể từ cuốn văn học sử thi Khun Chang Khun Phaen. Phim phát sóng trên kênh One 31 với sự tham gia của Davika Hoorne, Nawat Kulrattanarak, Shahkrit Yamnam. Bộ phim đạt rating cao nhất tập cuối lên đến 7.64 - con số kỷ lục của Đài One 31.

## Nội dung
Câu chuyện kể lại cuộc đấu tranh đầy mạo hiểm và khổ đau của ba nhân vật chính. Phần lớn mối quan hệ của họ có thể được mô tả như một mối tình tay ba. Khun Paen (bảnh bao nhưng nghèo) và Khun Chang (giàu nhưng xấu) cạnh tranh nhau để giành lấy Wanthong xinh đẹp, đáng yêu từ thời thơ ấu. Câu chuyện của họ xuyên suốt trong bối cảnh lịch sử, bao gồm hai cuộc chiến tranh, một số vụ bắt cóc, một cuộc nổi dậy, một cuộc sống bình dị trong rừng, hai phiên tòa. Cuối cùng, vua Vương quốc Ayuthaya kết án Wanthong tử hình vì đã không lựa chọn giữa hai người đàn ông.

## Diễn viên
- Davika Hoorne vai Wanthong (Pimpilalai)[8]
- Nawat Kulrattanarak vai Khun Paen / (Phlai Kaew)
- Shahkrit Yamnam vai Khun Charng
- Kitsakorn Kanogtorn vai Phlaingam / Prawai / Jamuen Waiwanaat
- Lanlalin Tejasa Weckx vai Buaklee
- Raviyanun Takerd vai Laothong (vợ Khun Paen)
- Pantila Pansirithanachote vai Noi
- Koii Korakod as Kaewkiriya (vợ Khun Paen)
- Arisara Wongchalee vai Saithong (vú nuôi Wanthong)
- Wanchana Sawatdee vai Somdej Phra Panwasa
- Sujira Arunpipat vai Phra Suriyong Taywee
- Duangta Toongkamanee vai Thepthong (mẹ Khun Charng)
- Uthumporn Silaphan vai Sriprajun (mẹ Wanthong)
- Pawinar Chaleewsakul vai Thongprasri (mẹ Khun Paen)
- Rong Kaomulkadee vai Krua Taajoo
- Arachaporn Pokinpakorn
- Sakuntala Teinpairoj
- Pongsatorn Jongwilas
- Watcharachai Soonthornsiri
- Phutharit Prombandal
- Khunakorn Kirdpan

## Nhạc phim
| STT | Nhan đề                      | Ca sĩ         | Thời lượng |
| --- | ---------------------------- | ------------- | ---------- |
| 1.  | "สองใจ/Saung Jai" (Nhạc dạo) | Da Endorphine |            |

## Đánh giá
Trong bảng dưới đây, màu xanh dương biểu thị rating thấp nhất và màu đỏ biểu thị rating cao nhất.
| Tập No.    | Ngày phát sóng      | Khung giờ (UTC+07:00) | Tỉ lệ đánh giá trung bình | Vùng thủ đô Bangkok | Khu vực ngoài thủ đô | Tham khảo |
| ---------- | ------------------- | --------------------- | ------------------------- | ------------------- | -------------------- | --------- |
| 1          | 1 tháng 3 năm 2021  | Thứ Hai 20:15         | 1.859                     | 3.175               | 1.640                | [ 9 ]     |
| 2          | 2 tháng 3 năm 2021  | Thứ Ba 20:15          | 2.246                     | 2.634               | 2.181                | [ 10 ]    |
| 3          | 8 tháng 3 năm 2021  | Thứ Hai 20:15         | 2.521                     | 3.096               | 2.425                | [ 11 ]    |
| 4          | 9 tháng 3 năm 2021  | Thứ Ba 20:15          | 2.895                     | 3.553               | 2.785                | [ 12 ]    |
| 5          | 15 tháng 3 năm 2021 | Thứ Hai 20:15         | 3.252                     | 3.540               | 3.204                | [ 13 ]    |
| 6          | 16 tháng 3 năm 2021 | Thứ Ba 20:15          | 3.110                     | 4.309               | 2.910                | [ 14 ]    |
| 7          | 22 tháng 3 năm 2021 | Thứ Hai 20:15         | 2.716                     | 3.588               | 2.571                | [ 15 ]    |
| 8          | 23 tháng 3 năm 2021 | Thứ Ba 20:15          | 2.904                     | 3.357               | 2.828                | [ 16 ]    |
| 9          | 29 tháng 3 năm 2021 | Thứ Hai 20:15         | 2.941                     | 3.965               | 2.770                | [ 17 ]    |
| 10         | 30 tháng 3 năm 2021 | Thứ Ba 20:15          | 3.585                     | 4.354               | 3.457                | [ 18 ]    |
| 11         | 5 tháng 4 năm 2021  | Thứ Hai 20:15         | 3.473                     | 4.324               | 3.330                | [ 19 ]    |
| 12         | 6 tháng 4 năm 2021  | Thứ Ba 20:15          | 3.146                     | 4.154               | 2.977                | [ 19 ]    |
| 13         | 12 tháng 4 năm 2021 | Thứ Hai 20:15         | 4.489                     | 4.874               | 4.425                | [ 20 ]    |
| 14         | 13 tháng 4 năm 2021 | Thứ Ba 20:15          | 4.495                     | 5.531               | 4.322                | [ 20 ]    |
| 15         | 19 tháng 4 năm 2021 | Thứ Hai 20:15         | 5.076                     | 6.213               | 4.887                | [ 21 ]    |
| 16         | 20 tháng 4 năm 2021 | Thứ Ba 20:15          | 7.640                     | 8.937               | 7.423                | [ 22 ]    |
| Trung bình | Trung bình          | Trung bình            | 3.524                     | 4.413               | 3.383                | 1         |

^1  Dựa trên tỷ lệ rating trung bình mỗi tập.